# Engelhardt & Biermann
Die Firma Engelhardt & Biermann, auch Leopold Engelhardt & Biermann Cigarrenfabrik, war eine Zigarrenfabrik in Bremen und Anfang des 20. Jahrhunderts eines der größten Tabakunternehmen in Deutschland.

## Geschichte

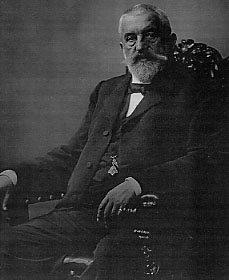
Friedrich Biermann

Nicht erhaltenes Kontorhaus Leopold Engelhardt & Biermann von 1891

Leopold Engelhardt und Friedrich Biermann gründeten 1863 eine Zigarrenfabrik in Verden, die ab 1864 Leop. Engelhardt & Biermann hieß und bald danach ihren Sitz nach Bremen verlegte.
Die Fabrik expandierte 1867 mit Filialen in Westfalen u. a. in Spenge und in der Zigarrenstadt Bünde, von 1867 bis 1930 auf dem heutigen Areal des Zentralen Omnibusbahnhofs. Im Eichsfeld entstand wegen des niedrigen Lohnniveaus u. a. 1871 eine Zigarettenfabrik in Duderstadt und 1896 in Fuhrbach. Lieferungen an die Armee begünstigten ihren Aufstieg. 1882 kamen weitere Fabriken in Süddeutschland hinzu, die billigere Sorten herstellten. Engelhardt verließ 1884 das Unternehmen. Es wurde ein Betrieb der Familie Biermann, die den alten Namen weiterführte.
Die Firma Engelhardt & Biermann baute 1891 ihr Kontorhaus an der Langenstraße 128, Ecke Albutenstraße nach Plänen der Architekten Eduard Gildemeister und Wilhelm Sunkel. Das Haus wurde 1944 durch Bomben zerstört. Heute steht hier das Geschäftshaus des Weser-Kuriers.
Auf der Nordwestdeutschen Gewerbe- und Industrieausstellung von 1890 stand der hölzerne Engelhardt & Biermann Pavillon in der Nähe zum Parkhotel im Bürgerpark. Nach der Ausstellung wurde er 1891 unter dem Namen Waldschlösschen, und später Waldbühne, versetzt.
1907 hatte die Firma 5523 Mitarbeiter und zählte zu den 100 größten Unternehmen Deutschlands (Pos. 71).
Die Firma gewann internationale Bedeutung. Sie verkaufte ihre Produkte in Großbritannien, Norwegen, Portugal, Russland, Schweden, der Schweiz, Südafrika und in den deutschen Kolonien. Das Unternehmen besaß in Deutschland um die 70 Einzelbetriebe. 1933 wurde die Leitung der Firma nach Baden verlegt. 1953 meldete das Unternehmen Konkurs an.